# 6つの小品 (ブラームス)
『ピアノのための6つの小品』（ピアノのためのむっつのしょうひん、ドイツ語: Sechs Stücke für Klavier）作品118は、1893年に完成したヨハネス・ブラームスのピアノ小品集である。ブラームスの存命中に出版された、最後から2番目の作品であり、クララ・シューマンに献呈されている。

## 構成
以下の6曲から成る。
1. 間奏曲 イ短調。アレグロ・ノン・アッサイ、マ・モルト・アパッショナート Allegro non assai, ma molto appassionato
2. 間奏曲 イ長調 アンダンテ・テネラメンテ Andante teneramente
3. バラード ト短調 アレグロ・エネルジコ Allegro energico
4. 間奏曲 ヘ短調 アレグレット・ウン・ポコ・アジタート Allegretto un poco agitato
5. ロマンス ヘ長調 アンダンテ Andante
6. 間奏曲 変ホ短調 アンダンテ、ラルゴ・エ・メスト Andante, largo e mesto